# Casa museo di Cristoforo Colombo

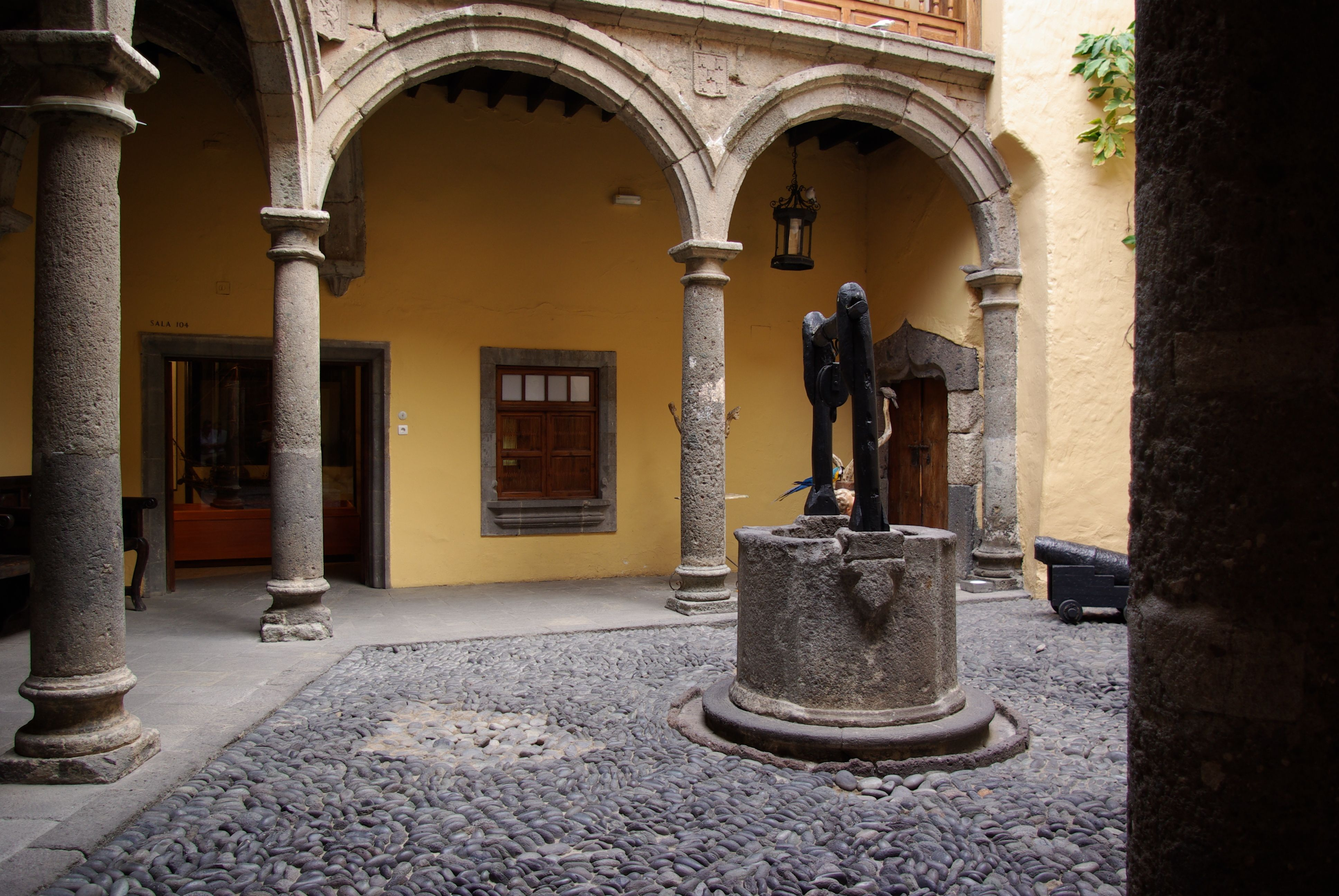
Patio interno

La Casa museo di Cristoforo Colombo è un museo che si trova nel quartiere storico di Vegueta a Las Palmas de Gran Canaria.
È uno degli edifici più importanti della città e presumibilmente ospitò Cristoforo Colombo durante il suo primo viaggio verso le Americhe, quando fece scalo alle Canarie per far effettuare delle riparazioni alla Pinta.
Il complesso è formato dall'integrazione di diversi edifici e, nonostante sia stato oggetto di notevoli restauri, conserva tuttora delle parti originali risalenti al XVI secolo.
Dal 1951 obiettivo del museo è lo studio e la diffusione della storia delle Canarie e delle loro relazioni con l'America.

## Aree del museo
Il museo è suddiviso in cinque aree tematiche:
1. L'America prima della scoperta,
2. Colombo e i suoi viaggi,
3. Canarie: polo strategico e base per le esplorazioni del Nuovo Mondo,
4. Storia e genesi della città di Las Palmas de Gran Canaria,
5. La pittura dal XVI secolo agli inizi del XX.